# زيارت بايين (جمع أبرود)
زیارت بایین (بالفارسية: زیارت پایین) هي قرية تقع في إيران في قسم جمع أبرود الريفي. يقدر عدد سكانها بـ 20 نسمة .